# Черретто-Ланге
Черретто-Ланге (итал. Cerretto Langhe) — коммуна в Италии, располагается в регионе Пьемонт, в провинции Кунео.
Население составляет 474 человека (2008 г.), плотность населения составляет 47 чел./км². Занимает площадь 10 км². Почтовый индекс — 12050. Телефонный код — 0173.
В коммуне особо празднуется Воздвижение Креста Господня, празднование 14 сентября.

## Демография
Динамика населения:

## Администрация коммуны
- Официальный сайт: http://www.cerretto-langhe.com/